# Ватскюла
Ва́тскюла (ест. Vatsküla) — село в Естонії, у волості Ляене-Сааре повіту Сааремаа.

## Населення
Чисельність населення на 31 грудня 2011 року становила 16 осіб.

## Географія
Через село проходить автошлях 133 (Курессааре — Пюга — Маза).

## Історія
До 12 грудня 2014 року село входило до складу волості Каарма.